# Salvador Illa i Roca
Salvador Illa i Roca   (la Roca del Vallès, 5 de maig de 1966) és un polític català, primer secretari del Partit dels Socialistes de Catalunya (PSC) i president de la Generalitat de Catalunya des del 8 d'agost de 2024.
Va ser alcalde de la Roca del Vallès en dos períodes disjunts compresos entre 1995 i 2005. Posteriorment, va ocupar diversos càrrecs a l'Ajuntament de Barcelona i al Departament de Justícia de la Generalitat de Catalunya. Fou ministre de Sanitat d'Espanya del 13 de gener del 2020 al 26 de gener del 2021 durant la pandèmia de COVID-19, durant el segon govern de Pedro Sánchez. Abandonà el càrrec per concórrer com a candidat del PSC a les eleccions al Parlament de Catalunya del 14 de febrer de 2021, eleccions que va guanyar en nombre de vots però on no va poder formar govern. En aquesta catorzena legislatura (2021-2024), va ser el cap de l'oposició al govern de Pere Aragonès. El març del 2024 es confirmà com a cap de llista a les eleccions anticipades al Parlament de Catalunya del 12 de maig, que tornà a guanyar el seu partit.

## Biografia
Nascut el 5 de maig de 1966 a la Roca del Vallès, municipi del Vallès Oriental. És fill de Josep Illa, treballador de la fàbrica Tèxtils i Brodats del municipi i Maria Roca, mestressa de casa i que posseïa un taller tèxtil. A més, té dos germans, Ramon i Josep Maria, tots dos menors que ell.
Va estudiar la primària a l'Escola Pia de Granollers. Es va llicenciar en filosofia per la Universitat de Barcelona. Va fer un màster en administració d'empreses a l'escola de negocis IESE, i ha impartit l'assignatura d'Introducció a l'Economia al primer curs del grau en Gestió de la Comunicació Global a la Universitat Ramon Llull, com a professor associat.
Va fer el servei militar, graduant-se com a alferes en una companyia de la caserna del Bruc. Posteriorment va entrar a treballar al departament comercial d'una empresa de plàstics de Cardedeu, on romandria uns cinc anys.

### Regidor de la Roca del Vallès
Illa va esdevenir regidor socialista a la Roca del Vallès a les eleccions municipals de 1987, essent nomenat regidor de cultura en el govern encapçalat per Josep Estapé i Vilà, fins al novembre de 1989, en què va dimitir per a fer el servei militar.
Acabat el servei militar va tornar a ser escollit regidor a les eleccions municipals de 1991, aquest cop com a membre de l'oposició. Es va afiliar al Partit dels Socialistes de Catalunya (PSC) el 1995, quan Romà Planas li va demanar anar de segon a la llista municipal.

### Alcalde de la Roca del Vallès
Romà Planas, escollit alcalde amb el suport del PSC, Iniciativa per Catalunya (IC) i del Grup d'Independents de la Roca (GIR) morí d'un aneurisma el 7 de setembre de 1995 i un jove Salvador Illa de vint-i-nou anys esdevindria alcalde de la Roca. Amb una forta oposició al seu programa, durant el seu primer mandat es construiria el centre comercial La Roca Village.
Després de sis querelles per irregularitats, Josep María Navascués, regidor d'IC, va passar a l'oposició deixant el govern en minoria. Illa va quedar sense sou per decisió del ple l'octubre de 1998 i el febrer de 1999, pocs abans de les eleccions municipals de 1999, una moció de censura encapçalada per Josep Estapé de Convergència i Unió (CiU), Independents de la Torreta i l'antic regidor d'IC, l'apartà de l'alcaldia en una moció de censura convocada després que el Tribunal Superior de Justícia de Catalunya l'obligués a convocar el ple.
Illa va recuperar l'alcaldia arran de les eleccions municipals de juny del mateix any, en què la llista que va encapçalar va obtenir una majoria absoluta. El mateix 1999 també va esdevenir primer secretari de la federació del Vallès Oriental del PSC. A les eleccions municipals de 2003 va revalidar l'alcaldia, aquesta vegada amb majoria simple.

### Després de l'alcaldia
Va renunciar a l'alcaldia el setembre de 2005, en ser nomenat director general de Gestió d'Infraestructures del Departament de Justícia de la Generalitat de Catalunya, durant el govern tripartit de Pasqual Maragall, càrrec que mantindria fins al 2009 amb el president José Montilla. Durant aquest període va fer seguiment de la construcció de diversos jutjats i centres penitenciaris, entre els quals hi havia les presons de Lledoners, Puig de les Basses i Mas d'Enric.
El 2009 va passar breument pel sector privat, essent durant nou mesos director general de la productora audiovisual Cromosoma, coneguda per ser la responsable de la sèrie d'animació Les Tres Bessones i del documental sobre la malaltia d'Alzheimer Bicicleta, cullera, poma.
Entre 2010 i 2011 fou director de l'Àrea de Gestió Econòmica de l'Ajuntament de Barcelona i coordinador del Grup Municipal Socialista al Ple municipal entre 2011 i 2016. Va esdevenir cap de gabinet de Jaume Collboni quan aquest va guanyar les primàries a l'alcaldia de Barcelona el 2014. Amb la incorporació del PSC al govern de Barcelona després del pacte amb Barcelona en Comú, el 2016 va ser nomenat gerent d'Empresa, Cultura i Innovació de l'Ajuntament de Barcelona, i va ocupar el càrrec fins que el novembre de 2017 Barcelona en Comú va trencar el pacte de govern amb el PSC arran que aquest donés suport a l'aplicació de l'article 155 de la Constitució espanyola de 1978 i la destitució de Carles Puigdemont com a president de la Generalitat.

### Secretari d'organització del PSC
En el XIII congrés del Partit dels Socialistes de Catalunya (PSC) el novembre de 2016, Miquel Iceta el va seleccionar com a secretari d'organització del partit.

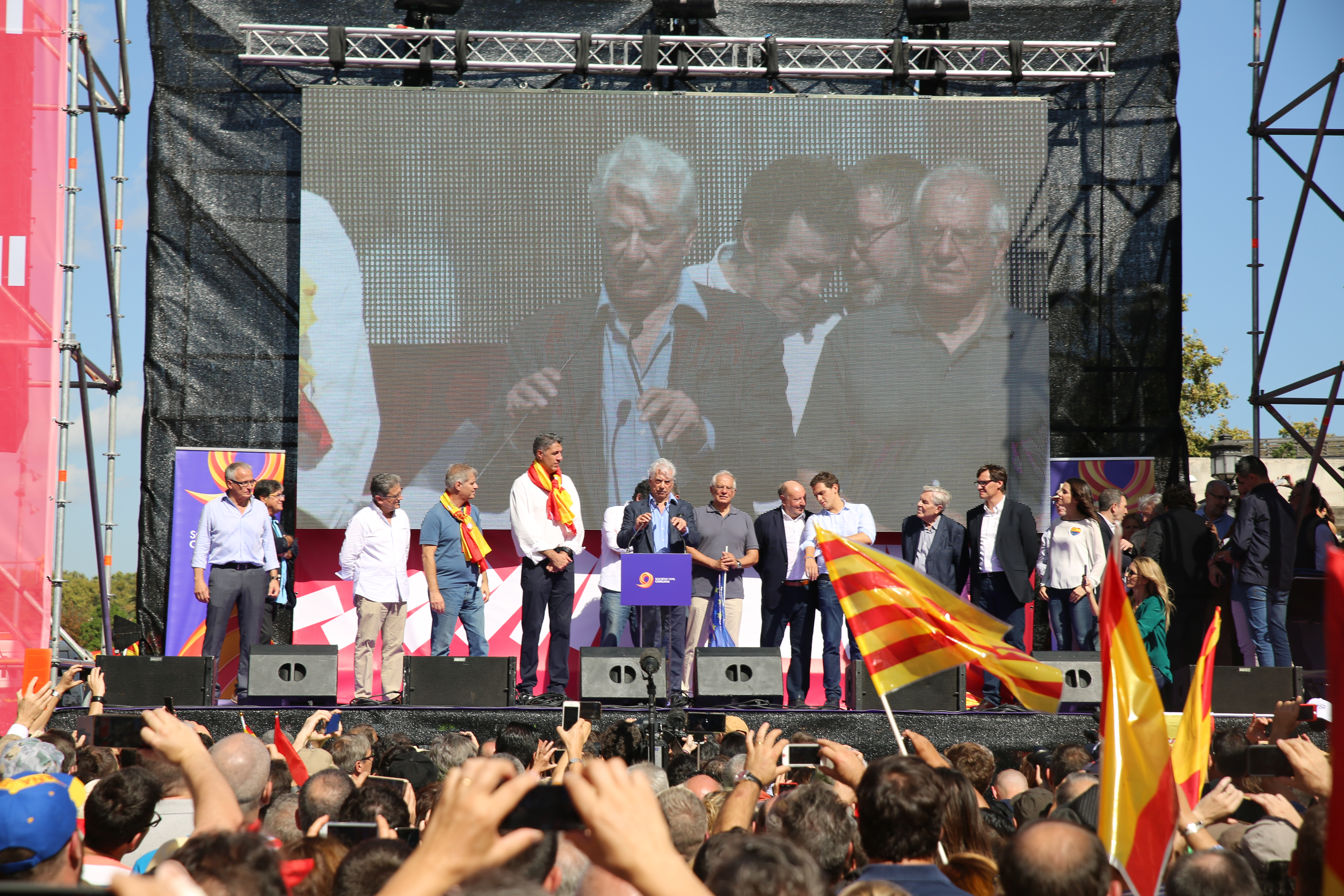
Illa, a l'escenari de la manifestació antiindependentista «Prou! Recuperem el seny» organitzada per l'entitat Societat Civil Catalana a Barcelona després de la declaració d'Independència de Catalunya el 2017

Després de la declaració d'Independència de Catalunya va ser un dels polítics del PSC assistent el 8 d'octubre del 2017 a la manifestació antiindependentista de Barcelona sota el lema «Prou! Recuperem el seny» organitzada per l'entitat unionista Societat Civil Catalana, i es va mostrar favorable a l'aplicació de l'article 155 de la Constitució espanyola de 1978 que va fer el govern conservador de Mariano Rajoy.
| «                                   | Jo, personalment, penso que no sé si el 2014 però segurament sí que després del 6 i 8 de setembre de l'any passat s'hagués hagut d'aplicar el 155 | » |
| — Salvador Illa, 28 d'abril de 2018 | |   |

Va treballar en la negociació amb Junts per Catalunya l'estiu del 2019 relativa a l'acord que va permetre governar el PSC a la Diputació de Barcelona. Intervingué igualment en la negociació per a la formació d'un govern municipal de coalició entre Barcelona en Comú i PSC a l'Ajuntament de Barcelona. També va formar part, juntament amb Adriana Lastra i José Luis Ábalos, de l'equip negociador del PSOE que va arribar a l'acord amb Esquerra Republicana de Catalunya (ERC) per a l'abstenció del grup parlamentari corresponent a aquest últim partit a la investidura de Pedro Sánchez al gener del 2020.

### Ministre de Sanitat

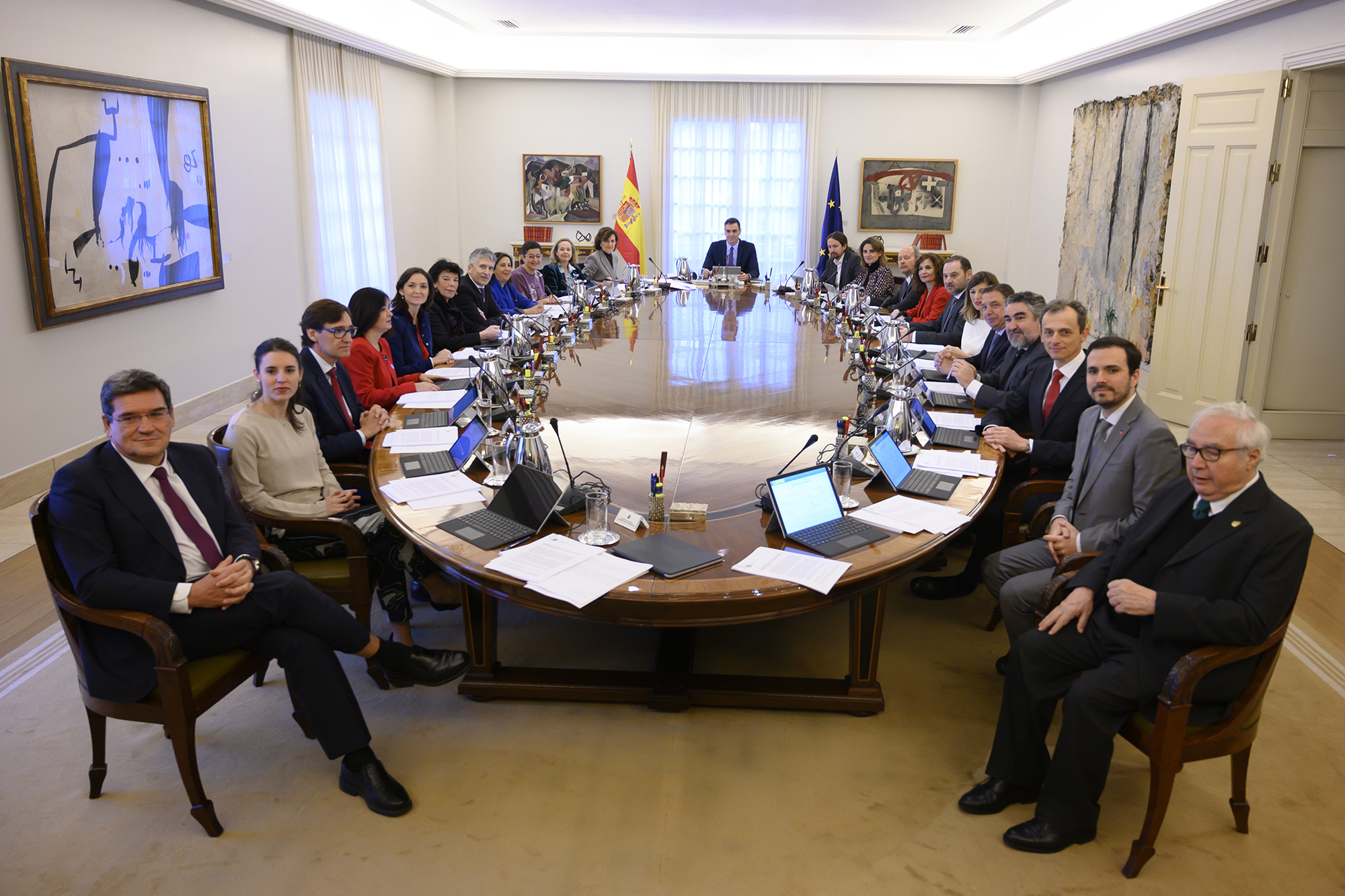
Fotografia del govern de la XIV legislatura espanyola

El 10 de gener de 2020 Pedro Sánchez va anunciar que Illa seria nomenat ministre de Sanitat, en substitució de María Luisa Carcedo a la cartera dedicada a la promoció de la salut i l'assistència sanitària. Va assumir el càrrec el 13 de gener de 2020, poques setmanes abans que esclatés la pandèmia de COVID-19. Va gestionar el primer estat d'alarma, la compra de vacunes i el pla de vacunació, així com la relació amb les comunitats autònomes pel que fa a la gestió de les onades posteriors. El març de 2024, el partit polític d'extrema dreta Vox es va querellar contra Illa per la seva gestió com a ministre en la pandèmia acusant-lo de prevaricació, malversació de fons, tràfic d'influències i frau a les adjudicacions concedides pel seu ministeri.
El 30 de desembre de 2020 va ser designat pel consell nacional del PSC com a cap de llista a les eleccions al Parlament de Catalunya de 2021, i el 26 de gener de 2021 va deixar el càrrec de ministre de Sanitat per a centrar-se en la seva candidatura a president de la Generalitat de Catalunya a les eleccions al Parlament i va ser substituït per Carolina Darias, qui al seu torn va deixar el ministeri d'Administració Territorial, vacant que va ocupar el fins aleshores president del PSC Miquel Iceta.

### Cap de l'oposició
A la finals de desembre de 2020, el Partit dels Socialistes de Catalunya (PSC) va anunciar que el primer secretari del partit, Miquel Iceta, feia un pas enrere i no seria el candidat socialista a les eleccions al Parlament de Catalunya de 2021; en el seu lloc, el candidat seria el llavors ministre de Sanitat, Salvador Illa. En les eleccions, que van tenir lloc el 14 de febrer de 2021 el PSC va aconseguir ser el partit més votat amb 651.627 vots i 33 escons, però no va poder formar govern i va esdevenir cap de l'oposició. Com a cap de l'oposició, Illa va afirmar que treballaria pels «acords i les polítiques que necessita Catalunya per a impulsar la reactivació econòmica, la creació d'ocupació i la reconstrucció social del país».
El gener de 2024 va ser nomenat primer secretari electe del PSC en el procés de primàries del partit, fet que el va convertir en el candidat del seu partit a president de la Generalitat a les eleccions al Parlament de Catalunya de 2024. El XV congrés del PSC, celebrat a Barcelona el març de 2024, va ratificar-lo com a primer secretari del partit amb un 98% de vots a favor. Les eleccions al Parlament donaren la victòria en escons i en vots al PSC amb 42 diputats amb l'escenari incert d'un Parlament dividit. Les forces polítiques independentistes van patir una gran desfeta electoral i van perdre la majoria absoluta que gaudien des de les eleccions del 2015. El 30 de juliol va arribar a un acord de governabilitat amb Comuns Sumar i el 2 d'agost la militància d'Esquerra Republicana de Catalunya també va aprovar un acord que assegurava la investidura d'Illa.

### President de la Generalitat

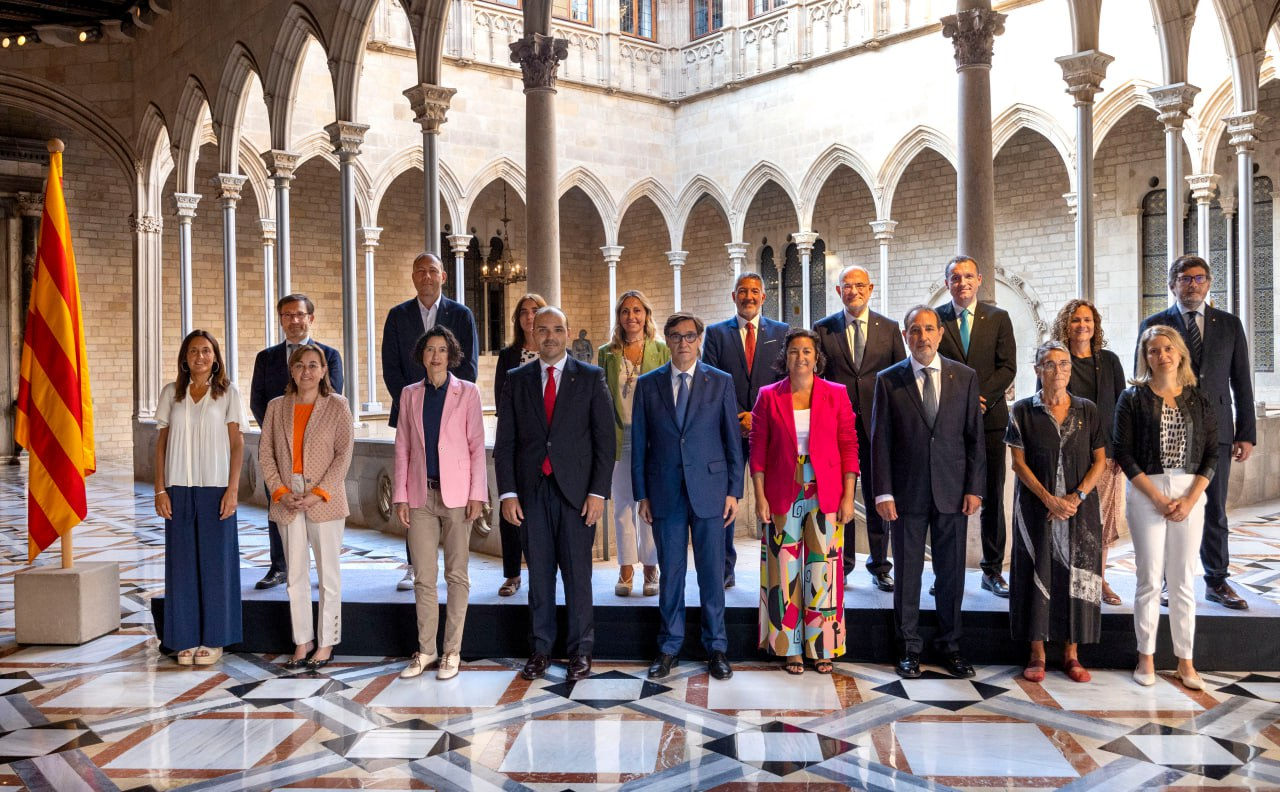
Foto de família de la presa de possessió del govern de Salvador Illa

El 8 d'agost de 2024 fou investit 133è President de la Generalitat de Catalunya per a la quinzena legislatura del Parlament de Catalunya amb seixanta-vuit vots a favor (Partit dels Socialistes de Catalunya (PSC), Comuns Sumar, Esquerra Republicana de Catalunya (ERC)) i seixanta-sis en contra (Junts, Partit Popular (PP), VOX, Candidatura d'Unitat Popular (CUP) i Aliança Catalana), i amb l'absència del president a l'exili Carles Puigdemont.
Va formar un govern situat en la «socialdemocràcia i en l'humanisme cristià» el 12 d'agost de 2024, i va anunciar en el debat de política general de 2024 una inversió de 8.300 milions d'euros per a la construcció de 50.000 habitatges públics fins al 2030 per fer front a la crisi de l'habitatge a Catalunya.

### Vida privada
En l'àmbit personal es reconeix com a cristià, és soci del Reial Club Deportiu Espanyol de Barcelona, li agrada llegir assaig i sortir a córrer. S'ha casat dues vegades, té una filla. La seva segona esposa és Marta Estruch Macias, qui treballa al departament de màrqueting de la multinacional Nestlé.

## Reconeixements
El 2021 va rebre la Gran Creu del Reial i Distingit Orde Espanyol de Carles III.